# Albatros D.IX
Les Albatros D.IX, D.X et D.XII sont des chasseurs monoplaces allemands réalisés à la fin de la Première Guerre mondiale. Ils ne dépassèrent pas le stade du prototype.

## Albatros D.IX
Par opposition aux précédents chasseurs produits par Albatros, cet appareil, qui conservait les ailes, l’empennage horizontal et l’armement des D.III et D.V, se distinguait par un nouveau fuselage à fond et flancs plats. L’unique prototype fut achevé début 1918 avec un moteur Daimler D IIIa de 180 ch mais les performances se révélèrent décevantes et l’appareil fut vite abandonné.

## Albatros D.X
Développé en parallèle au D IX mais équipé d’un moteur 8 cylindres Benz Bz IIIbo de 195 ch et de monomats d’entreplan à semelles larges, l’unique prototype participa sans succès au second concours des monoplaces de chasse qui se déroula à Adlershof en juin 1918. Il était donc armé des deux classiques LMG 08/15 de 7,92 mm de capot. 

## Albatros D.XII
Dernier chasseur Albatros à avoir effectué des essais en vol avant l’Armistice, ce biplan monoplace à ailes décalées possédait un fuselage à flancs plats similaire à ceux des D.IX et D.X mais sensiblement plus court. Le premier prototype prit l’air en mars 1918 avec un moteur Daimler D IIIa de 180 ch et des ailerons compensés à cordes parallèles, tandis que le second se distinguait par un train d’atterrissage Bohme à amortisseurs pneumatiques et des ailerons non compensés à conicité inversée. Il prit l’air en avril 1918, avant de recevoir un moteur BMW IIIa de 185 ch pour participer au troisième concours des monoplaces de chasse en octobre.